# Liste der Baudenkmale in Neuenkirchen (Rügen)
In der Liste der Baudenkmale in Neuenkirchen sind alle Baudenkmale der Gemeinde Neuenkirchen (Landkreis Vorpommern-Rügen) und ihrer Ortsteile aufgelistet. Grundlage ist die Veröffentlichung der Denkmalliste des Landkreises Vorpommern-Rügen, Auszug aus der Kreisdenkmalliste vom August 2015 und Juni 2016.

## Neuenkirchen
| ID  | Lage               | Bezeichnung | Beschreibung | Bild           |
| --- | ------------------ | ----------- | ------------ | -------------- |
| 463 | Dorfstraße (Karte) | Kirche      |              | Weitere Bilder |
| 465 | Dorfstraße 20      | Pfarrhaus   |              |                |
| 464 | Dorfstraße 25      | Wohnhaus    |              |                |

## Breetz
| ID  | Lage   | Bezeichnung | Beschreibung | Bild |
| --- | ------ | ----------- | ------------ | ---- |
| 203 | Breetz | Gutshaus    |              |      |

## Grubnow
| ID  | Lage              | Bezeichnung | Beschreibung | Bild     |
| --- | ----------------- | ----------- | ------------ | -------- |
| 338 | Grubnow 7 (Karte) | Gutshaus    |              | Gutshaus |

## Laase
| ID  | Lage    | Bezeichnung            | Beschreibung                                              | Bild |
| --- | ------- | ---------------------- | --------------------------------------------------------- | ---- |
| 858 | Laase 4 | Fassade des Gutshauses | 2-gesch., 9-achs. unsanierte Putzfassade mit Zwerchgiebel |      |

## Liddow
| ID  | Lage     | Bezeichnung                                               | Beschreibung | Bild |
| --- | -------- | --------------------------------------------------------- | ------------ | ---- |
| 410 | Liddow 1 | Gutshaus                                                  |              |      |
| 410 | Liddow 1 | Park (Gutsanlage)                                         |              |      |
| 410 | Liddow 1 | Kuhstall (Scheune) (Gutsanlage)                           |              |      |
| 410 | Liddow 1 | Gutsanlage mit Gutshaus, Schweinestall, Kuhstall und Park |              |      |
| 410 | Liddow 1 | Schweinestall (Gutsanlage)                                |              |      |

## Neuendorf
| ID  | Lage        | Bezeichnung         | Beschreibung | Bild |
| --- | ----------- | ------------------- | --- | ---- |
| 883 | Neuendorf   | Transformatorenhaus | |      |
| 452 | Neuendorf 5 | Gutshaus            | Zwei 1-gesch. Putzbauten mit Krüppelwalm, von um 1650 bzw. um 1750, Gut der Familien von Pasewalk (16. Jh.), von Ahnen (17. Jh.), von Normann (18. Jh.) |      |

## Reetz
| ID  | Lage  | Bezeichnung   | Beschreibung | Bild |
| --- | ----- | ------------- | ------------ | ---- |
| 621 | Reetz | Trafohäuschen |              |      |

## Tribbevitz
| ID  | Lage       | Bezeichnung                      | Beschreibung | Bild     |
| --- | ---------- | -------------------------------- | --- | -------- |
| 763 |            | Gutsanlage mit Gutshaus und Park | Dreiflügelige Anlage aus 1-gesch., 11-achs. Putzbau mit 2-gesch. Mittelrisalit und 1-gesch. Anbauten, alle mit stufenartigen Giebel |          |
| 763 | Tribbevitz | Gutshaus                         | | Gutshaus |
| 763 | Tribbevitz | Park (Gutsanlage)                | |          |

## Vieregge
| ID  | Lage        | Bezeichnung                 | Beschreibung                | Bild |
| --- | ----------- | --------------------------- | --------------------------- | ---- |
| 772 | Vieregge 12 | Wohnhaus (Doppelkätnerhaus) | Wohnhaus (Doppelkätnerhaus) |      |

## Quelle
- Denkmalliste Landkreis Rügen